# Brigitte Jordan
Brigitte "Gitti" Jordan (Passau, 1937-La Honda, 24 de mayo de 2016) fue una antropóloga, profesora, científica y consultora germano-estadounidense que fue descrita como la madre de la Antropología del nacimiento.

## Trayectoria
Jordan nació en Passau, en Alemania, en 1937. Hija de Gertrude Frank Muller, que murió en 1944 cuando Jordan tenía siete años,  y Josef Karl Muller. Después de casarse con Richard Jordan, un soldado estadounidense destinado en Alemania, en 1958, fue a vivir a Estados Unidos donde tuvo tres hijos: Wayne, Susan y Kimsey. La pareja se divorció en 1968 y Jordan se casó con Robert Irwin.
Estudió en la Universidad Estatal de Sacramento, donde obtuvo su licenciatura y maestría en antropología, y luego asistió a la Universidad de California en Irvine, donde completó su doctorado en ciencias sociales en 1975.
Pasó gran parte de su carrera estudiando la antropología obstétrica y las prácticas de nacimiento transculturales. Rayna Rapp la elogió por su conocimiento autorizado del parto: "Jordan usa su exquisito sentido de la descripción para dar a luz un marco teórico". El concepto teórico de "conocimiento autoritativo" de Jordan ha sido empleado por gran parte de la comunidad académica para dar cuenta de la incorporación de algunas formas de conocimiento a otras y también para mostrar cómo el conocimiento puede distribuirse lateralmente.
En 1988, Jordan comenzó a trabajar como antropóloga corporativa, y sus intereses de investigación y consultoría evolucionaron para incluir la naturaleza cambiante del trabajo bajo el impacto de las nuevas tecnologías de información y comunicación y la consiguiente transformación de las formas de vida, las instituciones sociales y las economías globales. 
Más tarde, abrió su propia consultoría donde ocupó cargos como científica principal en el centro de investigación Xerox PARC y como científica investigadora principal en el Instituto de Investigación sobre el Aprendizaje. Esto la llevó a recibir el Premio a la Excelencia en Ciencia y Tecnología de la empresa Xerox, por su trabajo innovador. La investigación de Jordan sobre la relación entre la humanidad y la tecnología ha influido en organizaciones fuera del campo de la antropología, como el Grupo de Interés Especial en Interacción Computadora-Humano (SIGCHI). También se le atribuye el desarrollo de la antropología corporativa.
Jordan murió de cáncer de páncreas en su casa el 24 de mayo de 2016. Vivió hasta los 78 años, dejando atrás a su esposo, tres hijos, seis nietos y dos bisnietos. Aunque Jordan tenía cáncer de páncreas, hizo saber que no quería ser tratada como incapaz debido a su condición. Rechazó la medicación y permaneció mental e intelectualmente activa hasta el final de su vida. Continuó viviendo la vida de manera normalizada y ayudó a crear su obituario.

## Reconocimientos
Jordan recibió el Premio Margaret Mead en 1980 por su libro de 1978 Birth in Four Cultures: A Crosscultural Investigation of Childbirth in Yucatan, Holland, Sweden, and the United States. A su trabajo se le atribuye haber inspirado una variedad de respuestas dentro del campo de la antropología reproductiva, que integraron sus enfoques sobre las implicaciones sociales, culturales y biológicas del nacimiento alrededor del mundo. Es conocida por mostrar cómo el conocimiento puede ser "distribuido lateralmente", compartido y entendido por toda la sociedad.
En 2015, Jordan fue incluida en el programa de miembros distinguidos de la Asociación Estadounidense de Antropología (AAA), que honra a los miembros que han apoyado lealmente a la Asociación durante 50 años o más.

## Obra
- Die Bedeutung der Fernröntgen-Profil-Aufnahme für die Indikation der kieferorthopädischen Extraktionstherapie(1966) [en alemán]
- Untersuchung zur einfachen radioimmunologischen Testosteronbestimmung mit einer Kieselgelmikrosäule (1977) [en alemán]
- Birth in Four Cultures: A Crosscultural Investigation of Childbirth in Yucatan, Holland, Sweden, and the United States (1978) Montreal: Eden Press Women's Publications
- Technology Transfer in Obstetrics: Theory and Practice in Developing Countries (1986) East Lansing, MI: Michigan State University
- Modes of Teaching and Learning: Questions Raised by the Training of Traditional Birth Attendants (1987) Palo Alto, Calif.: Institute for Research on Learning
- Knowing by Doing: Lessons Traditional Midwives Taught Me (1988) East Lansing, MI: Michigan State University
- Successful Home Birth and Midwifery: The Dutch Model (1993) Westport, Conn.: Bergin & Garvey
- Advancing Ethnography in Corporate Environments: Challenges and Emerging Opportunities (2012) Walnut Creek, CA: Left Coast